# Église Saint-Jean-Baptiste de Fourdrinoy
Pour les articles homonymes, voir Église Saint-Jean-Baptiste.
L'église Saint-Jean-Baptiste de Fourdrinoy est située à Fourdrinoy, dans le département de la Somme à l'ouest d'Amiens.

## Historique

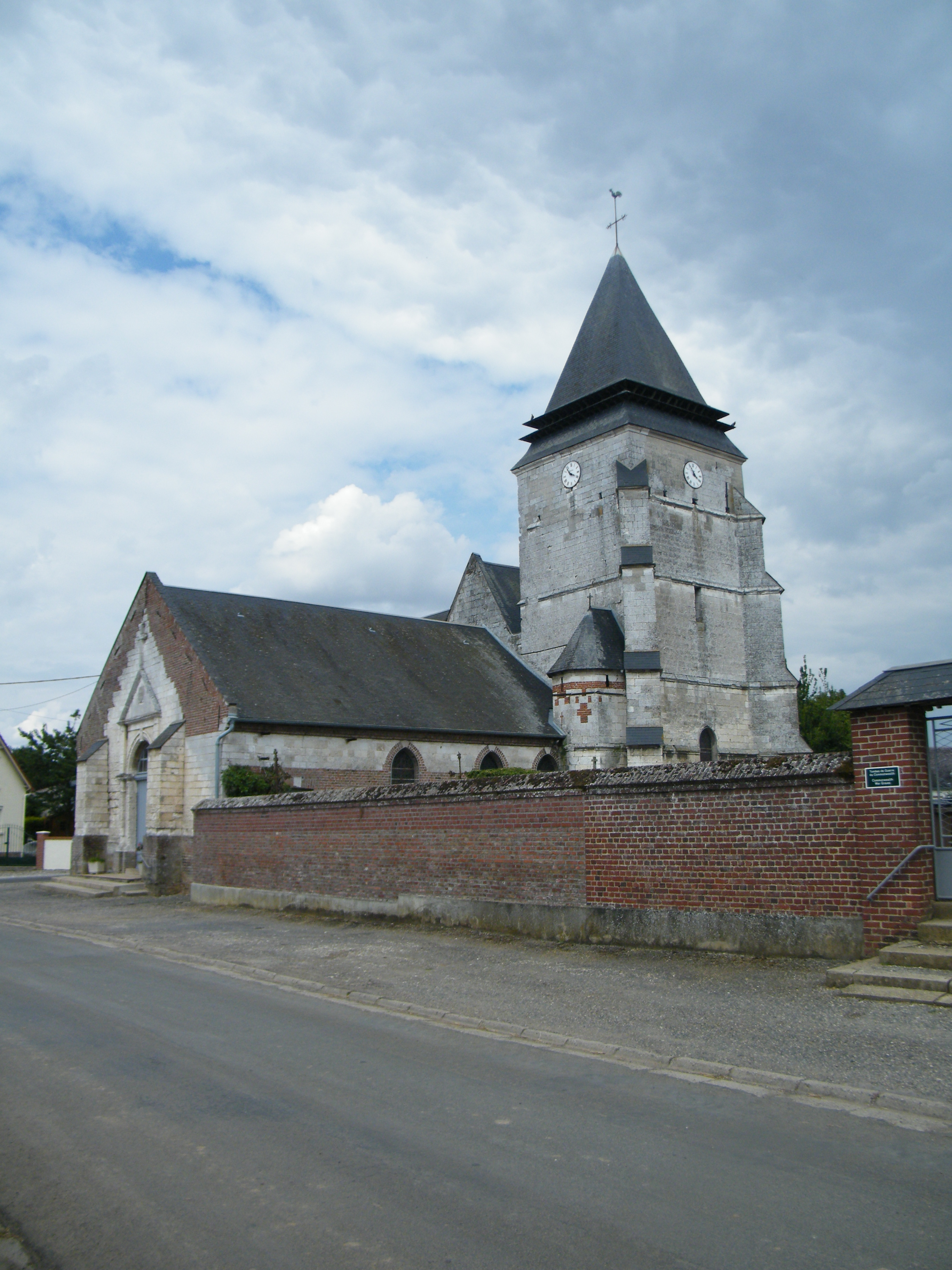

La construction de l'édifice remonte pour partie au XIIe siècle (nef) ; la tour clocher date du XIIIe siècle, remaniée au XVIe. La façade et les bas-côtés ont été reconstruits au début du XIXe siècle. L'église est protégée au titre des monuments historiques : inscription par arrêté du 19 février 1926.

## Caractéristiques
L'église de Fourdrinoy est construite en craie selon un plan basilical traditionnel. Le chœur est plus élevé que la nef, voûtée en bois ; il est flanqué du côté sud d'une puissante tour-clocher renforcée par des contreforts. le pignon de la façade très dépouillée, est construit en brique.
Elle conserve plusieurs œuvres d'art : un bas-relief, Saint Mathieu écrivant du XVIe siècle ; le gradin de l'autel de la Vierge du premier quart du XVIIIe siècle, attribué à François Cressent ; sculpture du devant de l'autel de la Vierge (premier quart du XVIIIe siècle) représentant le Baptême du Christ ; un bas-relief de saint Sébastien, du XVIIIe siècle, attribué à Jean-Baptiste Carpentier, ramené en 1906 de l'abbaye du Gard ; tous ces objets sont classés monuments historiques. Les fonts baptismaux sont en bois.